# John Basil Rowland Grindrod
John Basil Rowland Grindrod (* 14. Dezember 1919 in Aughton, Lancashire, England; † 4. Januar 2009 in Helensvale, Australien) war ein Bischof der Anglican Church of Australia.

## Leben
Grindrod besuchte die Repton School in Repton und studierte zuerst Medizin, um Missionsarzt zu werden. Nach dem Militärdienst bei den Royal Marines im Zweiten Weltkrieg studierte er anglikanische Theologie am Queen’s College in Oxford und am Lincoln Theological College in Lincoln. 1949 wurde er zum Diakon und 1952, während seines Gemeindedienstes in Hulme (Manchester), zum Priester geweiht. 1954 siedelte er nach Australien über und übernahm eine Stelle in Bundaberg. Von 1956 bis 1960 war er noch einmal in England und arbeitete als Vikar in Manchester-Ancoats. Anschließend wurde er Archidiakon in Rockhampton. Von 1966 von 1971 war er Bischof von Riverina und von 1966 bis 1971 Bischof von Rockhampton. Von 1979 bis 1989 war Grindrod als Nachfolger von Felix Arnott Erzbischof des Bistums Brisbane. Von 1982 bis 1989 war Grindrod daneben als Nachfolger von Marcus Loane Primas der Anglican Church of Australia.

## Auszeichnungen und Preise (Auswahl)
- 1983: Order of the British Empire